# Kálmán Csiha
Kálmán Csiha (n. 17 septembrie 1929, Șimian - d. 7 noiembrie 2007, Târgu Mureș) a fost un episcop reformat al Transilvaniei, pastor și scriitor. 
A debutat ca pastor reformat în parohia Arad-Gai.
După înfrângerea Revoluției Ungare din 1956 împotriva dictaturii și a ocupației sovietice, în urma unui proces din 1957, a fost condamnat la 10 ani de închisoare pentru incitare împotriva regimului. A fost eliberat în 1964 ca urmare a amnistiei generale a deținuților politici. Scrierile și predicile sale din această perioadă au fost publicate abia după Revoluția din decembrie 1989.

## Distincții
A fost decorat în decembrie 2000 cu Ordinul național Pentru Merit în grad de Mare Ofițer „pentru slujirea cu cinste, evlavie și dragoste de oameni a cuvântului lui Dumnezeu”.